# James Beadle
James Giles Beadle (* 16. Juli 2004 in Bexley) ist ein englischer Torwart. Er steht aktuell beim englischen Erstligisten Brighton & Hove Albion unter Vertrag.

## Karriere

### Verein
Beadle begann bei Charlton Athletic mit dem Fußballspielen und wechselte von dort in die Jugendakademie von Brighton & Hove Albion. Bei diesem Klub unterzeichnete er 2023 einen Dreijahresvertrag. Unmittelbar danach wurde Beadle an Crewe Alexandra in die viertklassige EFL League Two verliehen. Dort machte er am 23. Februar 2023 sein erstes Spiel im Profibereich.
Zur Saison 2023/24 wurde er zum Drittligisten Oxford United verliehen. Für diesen Klub machte er sein erstes Spiel zum Saisonauftakt am 5. August 2023 beim 0:2 gegen Cambridge United. Die Leihe nach Oxford wurde am 8. Januar 2024 beendet und Beadle bis zum Ende der Saison 2023/24 an den Zweitligisten Sheffield Wednesday weiterverliehen. Dort bestritt er sein erstes Spiel am 20. Januar 2024 bei der 1:2-Niederlage gegen Coventry City. Nach Ende der Spielzeit wurde die Leihe für die Dauer der Saison 2024/25 fortgesetzt.

### Nationalmannschaft
Beadle durchlief die englischen U-15, U-16, U-18, U-19 und U-20-Nationalmannschaften. Mit der U-20-Auswahl nahm er an der Weltmeisterschaft 2023 in Argentinien teil. Er stand im letzten Spiel der Vorrunde gegen den Irak im Tor der Engländer und wurde in der Halbzeitpause ausgewechselt. England schied im folgenden Achtelfinalspiel gegen Italien aus dem Turnier aus.
Sein Debüt in der U-21-Nationalmannschaft gab Beadle am 9. September 2024 beim 4:1-Sieg der Engländer gegen Österreich. Anlässlich der U-21-Europameisterschaft 2025 in der Slowakei wurde er von Trainer Lee Carsley für das englische Aufgebot nominiert.

## Titel
- U21-Europameister: 2025